# Закон (право)
Зако́н (англ. law, англ. act, нім. Gesetz n) — нормативно-правовий акт вищої юридичної сили, що регулює найважливіші суспільні відносини шляхом встановлення загальнообов'язкових правил, прийнятий в особливому порядку (законодавчим органом влади), або безпосередньо народом.
Відповідно до усталеної світової практики закони (як і інші нормативно-правові акти) в Україні приймаються на підставі Конституції України і повинні відповідати їй.
Закони регулюють приватну і публічну сфери суспільних відносин: найважливіші питання суспільного устрою, права і свободи громадян, структуру і організацію державної влади, закріплюють правове становище фізичних і юридичних осіб, відносини між ними.
Законотворча діяльність Верховної Ради України на сьогоднішній день[коли?] налічує понад 172 650 законів[джерело?].

## Аспекти поняття закону
Закон можна розуміти в широкому і вузькому значеннях.
У вузькому (формальному) значенні закон — це акт, що виходить від законодавчого органу країни, прийнятий відповідно до встановленої процедури і має вищу юридичну силу.
У широкому, закон — нормативно-правовий акт вищої юридичної сили, що регулює найважливіші суспільні відносини шляхом встановлення загальнообов'язкових правил (норм; прийнятий в особливому порядку законодавчим органом (наприклад, парламентом), або безпосередньо народом.
Відповідно до усталеної світової практики закони (як і інші нормативно-правові акти) в Україні приймаються на підставі Конституції України і повинні відповідати їй.

## Основні ознаки закону
1. Є особливим різновидом нормативно-правових актів — законодавчим актом, що приймається вищим представницьким органом держави (парламентом) або безпосередньо народом (шляхом референдуму). В Україні прийняття законів є компетенцією Верховної Ради. Народ України здійснює законодавчі повноваження через всеукраїнський референдум;
2. завжди письмовий акт-документ, який закріплює норми права, що вводяться, або їх зміни, містить первинні, засадничі норми права, яких раніше в правовій системі не було;
3. регулює найбільш соціально значущі, типові, сталі суспільні відносини;
4. володіє вищою юридичною силою в системі нормативно-правових актів, тобто — це означає, що нормативні акти Президента України, органів і посадових осіб державної виконавчої влади та органів місцевого самоврядування приймаються на основі і на виконання законів, не можуть суперечити ним (перебувають «під» законом) і тому є підзаконними;
5. приймається з додержанням особливої законодавчої процедури, яка називається законодавчим процесом. Порядок прийняття законів в Україні регулюється Конституцією України і Регламентом Верховної Ради України;
6. може бути скасований тільки законом і перевірений на відповідність Конституції судом. Незаперечність закону полягає в тому, що ніякий інший орган, окрім законодавчого, не може його скасувати або замінити[1].

Закон в Україні є основною формою правового регулювання суспільних відносин. Саме він може надати інструменти, щодо прогресу права та оновлення. Його компетенція дуже широка, наприклад: регулювання всіх питань, що стосуються державного устрою суспільства, основних прав і свобод громадян, оподатковування, грошової емісії, юридичної відповідальності, оголошення надзвичайного стану, воєнних дій, державної безпеки, атомної енергетики, правового статусу громадських організацій, органів місцевого самврядування, юрисдикційних повноважень, правоохоронних органів. Інші питання є сферою факультативної компетенції, тобто мають регулюватися не тільки законами, а й іншими нормативно-правовими актами (указами, постановами тощо).

## Законодавчий процес
Докладніше: Законодавчий процес
Створення закону має пройти певну процедуру, особливий порядок прийняття закону є також однією з його ознак. Процедуру розроблення та прийняття законів називають законодавчим процесом, який має складатися з певних етапів, порядок прийняття законів України визначає Конституція України та Закон України «Про Регламент Верховної Ради України».
Основні стадії законодавчого процесу — це законодавча ініціатива, обговорення законопроєкту у ВР України, прийняття законопроєкту у 3 читаннях, підписання законопроєкту Президентом України.
Президент протягом п'ятнадцяти днів після отримання закону повинен підписати його, беручи до виконання та офіційно оприлюднити або ж повертає закон зі своїми пропозиціями до Верховної Ради для повторного його перегляду. Якщо ж у встановлений строк Президент України не повернув закон, його вважають схваленим, має бути підписаним та оприлюдненим.
Закон набирає чинності через десять днів з дня його офіційного оприлюднення, якщо інше не передбачено самим нормативним актом, але не раніше дня їх опублікування в офіційному друкованому виданні.

## Види законів
Більшість авторів[джерело?] як основну класифікацію законів наводить поділ законів на конституційні та звичайні (поточні). Однак, при цьому, критерії для цієї класифікації зазначаються різні: юридична сила, ступінь значущості для життя суспільства, значення і місце в системі законодавства.
Наприклад, вітчизняний науковець О. Ф. Скакун пропонує такі підходи до класифікації законів:
1) За юридичною силою (за значущістю регульованих суспільних відносин): а) Конституційні — законодавчі акти, які виходять із конституції і мають за мету конкретизувати основні конституційні положення шляхом регулювання найважливіших суспільних відносин або внести до неї (конституції) зміни та володіють стосовно інших нормативних актів, окрім конституції, вищою юридичною силою. Вони приймаються не менш як двома третинами від конституційного складу Верховної Ради України в порядку, передбаченому розділом ХІІІ Конституції України.
Є конституційні закони двох видів:
- органічні, тобто закони, необхідність прийняття яких прямо передбачена чинною конституцією; їх перелік, організаційна назва визначені конституцію. Вони не включаються в текст конституції, діють разом із нею, бо їх ухвалення органічно випливає з її змісту. Процедура їх ухвалення відрізняється від процедури ухвалення конституції можливістю використання стосовно них права «вето» президента;
- «реформуючі», тобто закони, якими вносяться зміни, доповнення до чинної конституції. На відміну органічних законів конституційні реформуючі закони після затвердження (прийняття) набувають вищої юридичної сили і стають складовою частиною конституції, її змістом (за відсутності оскарження їх конституційності). На них, як і на конституцію, не поширюється право «вето» президента. Конституційні закони приймаються з додержанням особливої ускладненої процедури конституційною більшістю голосів.

2) Звичайні (ординарні) — акти поточного законодавства, що містять найважливіші правові норми певної галузі (підгалузі, інституту) права або вводять у дію (змінюють, скасовують) інші закони й міжнародні договори, наділені вищою юридичною силою стосовно підзаконних актів. Звичайні закони приймаються більшістю конституційного складу Верховної Ради України і підписуються главою держави.
Важливо відзначити, що так і не знайшлося єдиного тлумачення поняття «конституційні закони» та «звичайні закони»:
- О. Ф. Скакун до конституційних законів відносить лише такі закони, на які посилається конституція та, якими вносяться зміни, доповнення до чинної конституції; конституція становить окремий, самостійний вид законів;
- С. С. Алексєєв, не вказуючи на підстави для класифікації, виокремлював конституцію, конституційні (органічні) закони та звичайні закони;
- М. В. Цвік до конституційних законів відносить лише закони, якими вносяться зміни, доповнення до чинної конституції і для прийняття яких передбачена спеціальна процедура, а до звичайних — нормативні акти, які приймаються на основі і на виконання конституції і визначають основи правового регулювання у певній сфері;
- М. Н. Марченко зазначає, що до конституційних законів належать конституції, закони, що вносять зміни і доповнення до конституції та закони, необхідність прийняття яких прямо передбачена у конституції. Звичайними законами є закони, для прийняття або зміни яких не передбачений особливий порядок або кваліфікована (у 2/3, 3/4 або 3/5) більшість депутатських голосів. Думка останнього є найчіткішою, так як ця класифікація підходить для більшої кількості держав, аніж інші. ЯК приклад, у Великій Британії конституція, як єдиний писаний акт, відсутня, а мають місце лише конституційні закони[5]

Конституція — основний закон громадянського суспільства і держави, який має найвищу юридичну силу, прийнятий народом шляхом референдуму або від його імені парламентом, що регламентує основи суспільного, політичного, економічного життя суспільства, права і свободи громадян, визначає межі здійснення державної влади і слугує юридичною базою всіх національних форм права (володіє найвищою стабільністю, оскільки має порівняно з іншими нормативними актами найбільш тривалу і постійну дію).
Норми Конституції України є нормами прямої дії. Всі органи, посадові особи і громадяни при розв'язанні правових спорів і конкретних справ можуть посилатися на норми Конституції. Допускається постановлення судових рішень на основі безпосереднього застосування норм Конституції.
Докладніше: Конституція України 
2) За часом дії:
- постійні — закони, розраховані на тривалий час (діють без обмеження строку);
- тимчасові — закони, прийняті на визначений у часі строк дії;
- надзвичайні (як різновид тимчасових) — ухвалюються у певних, передбачених конституцією ситуаціях і діють на період надзвичайного стану.

Їх особливість полягає в тому, що вони припиняють дію інших законів.
3) За ступенем впорядкованості:
- кодифіковані — нормативні акти, затверджені законами, в яких на науковій основі узагальнюються і систематизуються норми права, що регулюють певну групу суспільних відносин. Кодифіковані закони приймаються у формі кодексів та Основ законодавства;
- поточні (тематичні) — несистематизовані законодавчі акти, прийняті з окремих питань.

Докладніше: Кодекс 
4) За обсягом дії:
- закони загальної дії — поширюються на всіх суб'єктів права незалежно від їх статусу;
- закони спеціальної дії — адресовані чітко окресленому колу суб'єктів, які мають особливий статус;
- закони виняткової дії — встановлюють винятки з загальних правил щодо обмеженого кола суб'єктів.

5) За значенням в механізмі правового регулювання:
а) основні — здійснюють первинне правове регулювання суспільних відносин:
- закони, що регулюють сферу суспільних відносин у повному обсязі;
- закони, що визначають основи регулювання певної сфери суспільних відносин. Ці закони розраховані на їх конкретизацію в підзаконних нормативно-правових актах або актах об'єднань громадян (базові закони);
- закони, що вносять доповнення або зміни до перших і других (реформуючі закони). Їх мета — вдосконалення (уточнення, конкретизація) змісту законодавчих актів, їх певних частин чи статей, приведення їх у відповідність із суспільними відносинами, які змінилися (тобто оновлення), або подолання колізій між приписами законодавчих актів, що виявилися в ході їх застосування;

б) допоміжні (оперативно — забезпечувальні) — надають чинності іншим законам, міжнародним договорам (їх підтверджують) чи скасовують їх:
- імплементаційні — закони, що регулюють порядок (процедуру) введення в дію інших законів;
- ратифікаційні — закони, що дають згоду на обов'язковість міжнародних договорів;
- скасувальні — закони, що припиняють дію законів (пряма відміна).

6) За суб'єктом прийняття:
- прийняті народом у результаті референдуму;
- прийняті законодавчим органом держави — парламентом;
- прийняті у порядку делегованої законотворчості — главою держави, урядом.

7) За територіальним масштабом дії: у федеративній державі — федеральні закони (РФ) і закони суб'єкта федерації; у регіональній унітарній державі — загальнодержавні закони (Італія) і законодавчі акти регіону (політичної автономії) (Сицилія).
В умовах розбудови правової держави на особливу увагу заслуговує класифікація законів за таким критерієм, як їх відповідність закономірностям розвитку суспільних відносин, суспільним потребам та інтересам. За названою підставою можна виокремити такі види законів:
- істинні закони, які відповідають закономірностям розвитку суспільних відносин, суспільним потребам та інтересам;
- неістинні закони, які не відповідають закономірностям розвитку суспільних відносин, суспільним потребам та інтересам[6]

Також, можна виділити особливості деяких інших законів:
- закони про ратифікацію міжнародних договорів — завдяки їх прийняттю забезпечується пріоритет правил відповідного міжнародного договору перед правилами, передбаченими іншими законами і підзаконними актами (ст. 19 «Про міжнародні договори України» ;
- закони, що встановлюють опис державних символів України та порядок їх використання. Відповідно до ст. 20 Конституції України ці закони приймаються не менш як двома третинами від конституційного складу Верховної Ради України.

## Законодавчий акт та законодавство
Як нормативний акт, закон пройшов тривалий шлях свого становлення й розвитку — від його розуміння як певного правила поведінки людей, встановленого чиєюсь свідомою волею, до визнання закону як акта, що приймається органом законодавчої влади (або ж референдумом), регулює найважливіші суспільні відносини і має вищу юридичну силу. «Закон» потрібно відрізняти від інших споріднених із ним понять — «законодавство» і «законодавчий акт».
Із позиції Скакун О. Ф. можна побачити, що існує два підходи, щодо співвідношення закону і законодавчого акта.
Так, перший підхід визначає, що всі закони є законодавчими актами, але не всі законодавчі акти показують суть законів. Таким чином «законодавчий акт» - це збірне поняття, яке позначає власне закони і акти делегованої законотворчості непарламентських суб'єктів (президента, уряду). Другий підхід не сприймає розчинення закону в понятті «законодавчий акт», а припускає їхнє розмежування внаслідок перебування в субординаційних зв'язках, де закону відведене провідне місце.
У будь-якому разі, законодавчим актом вважається акт делегованого законодавства, який можна тлумачити як «квазізаконом» або «субститутним» (замінюючим) законодавчим актом. Для прикладу, для деяких країн світу (Франція, Велика Британія й ін.) такими законодавчими актами є акти президента, уряду, видані в порядку делегування їм парламентом законодавчих повноважень відповідно до конституції. У Франції — це ордонанси, прийняті урядом; в Італії — законодавчі декрети уряду, декрети президента, що мають силу законів, у Великій Британії — накази, що видаються урядом від імені королеви і Таємної Ради. їх прийняття суворо регламентовано конституціями. За загальним правилом законодавчі акти глави держави або уряду набувають чинності закону лише після їх затвердження парламентом.
Щодо законодавства, то за своє суттю цей термін є складною правовою конструкцією, яка пов'язана та обумовлена цілою низкою економічних, соціальних, правових та інших чинників. Саме з правової точки зору, «законодавство» є узагальнюючим, тобто тісно взаємодіє з категоріями «правовий акт» та «нормативно-правовий акт», оскільки через них воно функціонує та розвивається.
Та все ж, слід розрізняти терміни «законодавство» та «закон», адже ці поняття різняться за собою. Закон — це нормативно-правовий акт, а законодавство — це система законів та інших нормативно-правових актів, що приймаються Верховною Радою України та вищими органами виконавчої влади, що регулюють суспільні відносини у цілому або окремі їх види: постанови Верховної Ради, укази Президента України, постанови і декрети Кабінету Міністрів України. Такі нормативно-правові акти приймаються згідно із Конституцією (ст.8 КУ) та чинних законів, не повинні їм суперечити, а навпаки — конкретизувати. Їх сила визначається компетенцією державного органу, який приймає відповідні акти. Найбільш науково обґрунтованим є розуміння законодавства як сукупності законів, але таке розуміння можливе нині виключно на теоретичному рівні. Практично ж терміном «законодавство» (у тому числі Конституцією України) охоплюються як закони, так і основані на них підзаконні нормативні акти.
Докладніше: Законодавство 